# Resultados do Carnaval de Vitória em 2016
Esta página contém os resultados do Carnaval de Vitória no ano de 2016. A Mocidade Unida da Glória foi a campeã do Grupo Especial, enquanto a Novo Império campeã do Grupo A.

## Grupo Especial

### Ordem dos desfiles
Com 6 escolas no Grupo Especial, o sorteio ocorreu na sede social do Clube Álvares Cabral em Vitória a partir das 20h. 
| Sábado (30/02/2024) |
| 1. Barreiros 2. Unidos de Jucutuquara 3. Pega no Samba 4. Mocidade Unida da Glória 5. Unidos da Piedade 6. Independente de Boa Vista |

| Legenda: Campeã Rebaixada S Nota descartada J1 Julgador 1 J2 Julgador 2 J3 Julgador 3 |                              |                              |                              |                    |                    |                    |           |           |           |           |           |           |        |        |        |          |          |          |          |          |          |              |              |              |         |         |         |      |        |
| Escolas (por ordem de desfile)                                                        | Mestre-Sala & Porta-Bandeira | Mestre-Sala & Porta-Bandeira | Mestre-Sala & Porta-Bandeira | Comissão de Frente | Comissão de Frente | Comissão de Frente | Fantasias | Fantasias | Fantasias | Alegorias | Alegorias | Alegorias | Enredo | Enredo | Enredo | Evolução | Evolução | Evolução | Harmonia | Harmonia | Harmonia | Samba-Enredo | Samba-Enredo | Samba-Enredo | Bateria | Bateria | Bateria | Pen. | Total  |
| Barreiros                                                                             | 9,6                          | 9,9                          | 9,8                          | 0                  | 0                  | 0                  | 9,4       | 9,1       | 9,5       | 9,3       | 9         | 9,5       | 9      | 9      | 9      | 9,6      | 9,2      | 9,3      | 9        | 9,1      | 9,2      | 9            | 9            | 9            | 9,7     | 9,5     | 9,5     | -2,3 | 147,50 |
| Jucutuquara                                                                           | 10                           | 10                           | 10                           | 9,6                | 9,7                | 9,6                | 9,8       | 9,9       | 9,8       | 9,8       | 9,9       | 10        | 9,9    | 10     | 10     | 9,9      | 9,6      | 9,8      | 10       | 9,8      | 9,7      | 10           | 10           | 10           | 10      | 9,9     | 10      | -0,1 | 178,30 |
| Pega no Samba                                                                         | 9,9                          | 9,8                          | 9,8                          | 9                  | 9,1                | 9,9                | 9,6       | 9,7       | 9,9       | 9,9       | 9,8       | 9,9       | 9,6    | 9,6    | 9,8    | 9,8      | 9,6      | 9,8      | 9,9      | 9,6      | 9,8      | 9,8          | 9,9          | 10           | 9,9     | 10      | 9,9     | -0,1 | 176,50 |
| MUG                                                                                   | 9,8                          | 10                           | 9,9                          | 10                 | 10                 | 9,9                | 9,9       | 10        | 9,9       | 10        | 10        | 10        | 10     | 10     | 10     | 10       | 10       | 10       | 10       | 10       | 10       | 10           | 10           | 9,9          | 10      | 9,9     | 10      | -0,1 | 179,70 |
| Piedade                                                                               | 9,8                          | 9,9                          | 9,6                          | 9,9                | 10                 | 10                 | 9,5       | 9,6       | 9,4       | 10        | 9,8       | 9,6       | 9,7    | 9,8    | 9,8    | 9,8      | 10       | 9,6      | 9,9      | 10       | 9,7      | 10           | 9,9          | 9,8          | 10      | 10      | 10      | -0,1 | 177,70 |
| Boa Vista                                                                             | 10                           | 10                           | 9,9                          | 10                 | 9,6                | 9,7                | 9,7       | 9,8       | 9,7       | 9,9       | 9,8       | 9,9       | 9,8    | 9,7    | 9,9    | 10       | 10       | 9,9      | 10       | 10       | 9,8      | 10           | 10           | 9,8          | 10      | 9,8     | 9,8     | -0,2 | 178,30 |

### Classificação
| Legenda: Campeã Rebaixada |               |                                                                                                |        |             |
| Col                       | Escolas       | Enredo                                                                                         | Pontos | Ref         |
| 1                         | MUG           | Papo de Botequim                                                                               | 179.7  | [ 3 ] [ 4 ] |
| 2                         | Jucutuquara   | Vitória                                                                                        | 178.3  | [ 3 ] [ 4 ] |
| 3                         | Boa Vista     | Festas e Folguedos - crenças, ritmos e sabores seculares do Espírito Santo                     | 178.3  | [ 3 ] [ 4 ] |
| 4                         | Piedade       | Vamos ao Mercado?                                                                              | 177.7  | [ 3 ] [ 4 ] |
| 5                         | Pega no Samba | O Pega canta o centenário de um beija-flor. Augusto Ruschi, orgulho capixaba, tesouro nacional | 176.5  | [ 3 ] [ 4 ] |
| 6                         | Barreiros     | Um sonho,de um sonho do Poeta. É Martinho lá da Vila!\|                                        | 147.5  | [ 3 ] [ 4 ] |

## Grupo A
| Legenda: Promovida |

| Col | Escolas              | Enredo | Pontos | Ref   |
| --- | -------------------- | --- | ------ | ----- |
| 1   | Novo Império         | Sou Bantu, sou quimbondo, sou Angola, sou Espírito Santo, sou Quilombola!                                     | 176.7  | [ 5 ] |
| 2   | Andaraí              | Era uma vez, falando das histórias, dos heróis e de todo o sonho e fantasia em volta das histórias literárias | 175.5  | [ 5 ] |
| 3   | São Torquato         | Folclore Brasileiro                                                                                           | 174.4  | [ 5 ] |
| 4   | Tradição Serrana     | Congo, uma realidade                                                                                          | 174.2  | [ 5 ] |
| 5   | Chega Mais           | Anjo negro, lindo anjo, tributo a Neguinho da Beija Flor                                                      | 171.4  | [ 5 ] |
| 6   | Imperatriz do Forte  | Áfrika – do berço da humanidade ao santuário milenar da sabedoria                                             | 171.3  | [ 5 ] |
| 7   | Chegou o Que Faltava | Caboclo Bernardo, herói do povo para o povo                                                                   | 171.2  | [ 5 ] |
| 8   | Rosas de Ouro        | Nos passos da história a Rosas de Ouro canta e encanta a insurreição de Queimados                             | 167.8  | [ 5 ] |